# Зимске олимпијске игре 2026.
Зимске олимпијске игре 2026. (итал. Olimpiadi invernali del 2026), званично XXV Зимске олимпијске игре ( итал. XXV Giochi olimpici invernali) и такође познат као Милано-Кортина 2026, је предстојећи међународни мулти-спортски догађај који ће се одржати од 6. до 22. фебруара 2026. у италијанским градовима Милано и Кортина д'Ампецо. Заједничка понуда два града надмашила је другу заједничку понуду шведских градова Стокхолм – Аре са 47 према 34 гласа на 134. седници Међународног олимпијског комитета (МОК) у Лозани, Швајцарска, 24. јуна 2019.
Ово ће бити четврте Олимпијске игре у Италији, која је раније била домаћин Зимских олимпијских игара 2006. у Торину, Зимских олимпијских игара 1956. у Кортини д'Ампецо и Летњих олимпијских игара 1960. у Риму. То ће бити прве Олимпијске игре на којима ће званично бити више градова домаћина и прве Зимске Олимпијске игре од Сарајева 1984. године на којима ће церемоније отварања и затварања бити одржане на различитим мјестима. Догађаји ће се такође одржати у седам других градова североисточне Италије. Игре ће обележити 20. годишњицу Зимских олимпијских игара у Торину, 70. годишњицу Зимских олимпијских игара у Кортини д'Ампецо и то ће бити први пут да ће Милано бити домаћин Олимпијских игара.

## Процес надметања

### Избор града домаћина
Милано и Кортина д'Ампецо изабрани су за градове домаћине 24. јуна 2019. на 134. заседању МОК-а у Лозани, Швајцарска. Три италијанска члана МОК-а, Франко Караро, Иво Феријани и Ђовани Малаго, и два шведска члана МОК-а, Гунила Линдберг и Стефан Холм, нису имали право да гласају како је наведено у Олимпијској повељи.
| Град                    | Држава  | Гласови |
| ----------------------- | ------- | ------- |
| Милано–Кортина д'Ампецо | Италија | 47      |
| Стокхолм–Аре            | Шведска | 34      |
| Један уздржани глас     |         |         |

## Развој и припреме

### Избор места за брзо клизање
Током процеса надметања, Комисија за надметање је предложила да се догађаји у брзом клизању одрже на постојећем клизалишту Пине у Базелга ди Пине. Међутим, упркос томе што је инфраструктура била спремна, захтевао је кров за који су студије утицаја и трошкова показале да би био веома скуп, што би могло да угрози буџет. Дакле, уместо тога, Комитет је разматрао три избора: изградња привременог или сталног клизалишта у павиљонима Фиера Милано, опције које би захтевале значајне структуралне радове, или премештање догађаја у Овал Лингото у граду Торину за које није било потребно структурално Промене. Простор је конструисан да буде домаћин брзог клизања током Зимских олимпијских игара 2006. и након игара је био домаћин разних догађаја као што су изложбе, сајмови и конференције. Место је такође коришћено на Зимској Универзијади 2007. за домаћинство истог спорта, а такође ће бити домаћин истог догађаја 2025. године. У априлу 2023. године процењено је да ће привремено клизалиште у Фиера Милано коштати скоро 20 милиона евра, што ће бити плаћено приватним средствима. Предлог да се користи торински Овални Лингото наишао је на противљење званичника из области Милана, укључујући градоначелника Милана Ђузепеа Салу и званичнике из региона домаћина Ломбардије и Венето. Фиера Милано је потврђена као место брзог клизања 19. априла 2023.

### Забринутост око клизних спортова
Током процеса надметања за доделу организације догађаја, заједнички комитет је предложио да се обнови култна олимпијска стаза Еуђенио Монти у Кортини, која ће бити поново покренута као федерални центар такође за санкање и скелет. Минимални трошкови рестаурације затворене стазе првобитно су процењени на око 14 милиона евра, док је у званичном досијеу понуде Милан-Кортина наведени трошак био 100 милиона евра (сличан буџет је потребан за изградњу стазе Цесана Париол која се користила на Зимским олимпијским играма 2006.). Након првобитног предвиђања трошкова од 40-50 милиона евра, регион Венето издвојио је до 85 милиона евра за изградњу нових олимпијских објеката. Планирани су и годишњи издаци од 400.000 евра за управљање објектом, који би био отворен четири месеца у години, који би се измирио оснивањем фонда од 8 милиона евра. Због све веће цене грађевинског материјала, председник региона Венето Лука Заја је у фебруару 2023. објавио да би трошкови обнове стазе Еугенио Монти могли да буду већи од 120 милиона евра. Расписивање тендера за доделу радова, ниједна компанија није доставила понуду до рока 31. јула 2023.; ни након тога није се могла наћи ниједна компанија заинтересована за извођење радова, како из економских разлога, тако и због тешкоћа да се сви радови заврше пре почетка Олимпијаде. Због критичних проблема, трошкова и претераног времена за потпуну обнову стазе Цортина, градоначелник Инзбрука, Аустрија, дао је предлог за коришћење Олимпијског клизачког центра Иглс. Италијански национални олимпијски комитет (CONI) је 16. октобра 2023. објавио да се стаза неће обнављати да би била домаћин Зимских олимпијских игара 2026. и да би се клизање могло одржати ван Италије. Од тада је неколико грађевинских компанија сакупило понуде за проучавање потенцијалне реконструкције стазе Еуђенио Монти. Добијена је понуда за изградњу нове клизне стазе уместо реконструкције стазе Еуђенио Монти.

## Места
Предлог Милано-Кортина 2026. укључивао је многа места такмичења која су коришћена током Зимске Универзијаде 2013. (Вал ди Фијеме), одржане у провинцији Трентино и оне инфраструктуре које су још увек биле у употреби, а коришћене су и на Зимским олимпијским играма 1956. такође одржаним у Кортина д’Ампецо. Сви догађаји на леду, осим карлинга, биће одржани на локацијама у Милану или широј миланској регији. Свечано отварање би требало да буде одржано на Сан Сиру, а затварање у Верона Арени као једином догађају који је планиран у Верони.
Међународни олимпијски комитет предложио је 18. јуна 2021. да се скијашко планинарење уврсти као спорт за Зимске олимпијске игре 2026. Предлог је одобрен 20. јула.
МОК је 24. јуна 2022. објавио коначни програм за 2026. годину. Паралелно такмичење у алпском мешовитом тиму је уклоњено, док ће у алпској комбинацији сада учествовати двоје спортиста (један мушкарац и једна жена) из сваког тима, уместо једног како је предложио ФИС. Уз три скијашко-планинске манифестације, олимпијском програму додато је пет нових догађаја у четири спорта која су већ била на програму. На овај начин заказано је укупно 116 догађаја у осам спортова.
- Скијање слободним стилом: мушки и женски дуал могул.
- Луге: женски дубл, са преокретом постојећег такмичења у дублу са отвореног на искључиво мушко такмичење.
- Скијашки скокови: Женска велика брдска индивидуа.
- Скијашко планинарење: мушки и женски спринт, мешовита штафета.
- Скелетон: Мешовита екипа.

## Национални олимпијски комитети који учествују
Следећих 8 националних олимпијских комитета имају квалификоване спортисте. Седам квалификаната и домаћин, Италија, потврђено је да је ИИХФ ушао у свој турнир у хокеју на леду, а Русија привремено заузима друго место.

## Маркетинг

### Амблем
За ово такмичење је по први пут амблем Олимпијских игара одређен јавним гласањем. Дана 6. марта 2021. током финала музичког фестивала у Санрему, бивши италијански освајачи златне медаље на Олимпијским играма Федерика Пелегрини и Алберто Томба представили су два дизајна кандидата под називом „Дадо“ и „Футура“. Обоје су дизајнирали Landor Associates. 30. марта 2021. „Футура“ је проглашена за победнички амблем. Амблем се састоји од стилизованог 26 исписаног у једном потезу, који представља утицај малих гестова и спорта, солидарности и одрживости.

### Маскота
Завршено онлајн гласање 28. фебруара 2023. одржано је међу листом кандидата за одабир две маскоте догађаја. Победнички кандидати, које су осмислили ученици школе у Таверни и инспирисани великим ласицама, представљени су током друге вечери музичког фестивала у Санрему 2024. 7. фебруара 2024. Откривено је да су њихова имена Тина и Мило (изведена од имена градова домаћина), а приказани су као сестра и брат. Избор чокања је објашњен као последица отеловљења ових животиња „савременог италијанског духа“ радозналости, способности да се мењају у складу са годишњим добима и способности прилагођавања изазовним стаништима. Две главне маскоте су додатно праћене са шест цветова кепице, названих The Flo.

#### Опис
Ласице Мило и Тина у брат и сестра „рођени у планинама Италије“ који су „одлучили да се преселе у град“. Тина, главна олимпијска маскота, симболизује уметност, музику и трансформативну силу и лепоту. Мило, параолимпијска маскота, рођен је без ноге, а представља домишљатост, снагу воље и креативност.

### Тематска песма
Током финала музичког фестивала у Санрему 2022, представљена су два последња кандидата за званичну химну догађаја, након чега је отворена анкета. Дана 7. марта 2022, „Fino all'alba“ („До зоре“) — коју је саставила омладинска музичка група La Cittadina из Сан Пиетро Мартире у Севесу, а коју је током Санрема извела Ариса — проглашена је за победничку.

## Права на емитовање
- Албанија – RTSH[33]
- Азија – Infront Sports &amp; Media[34][35]
- Аустралија – Nine Network[36][37]
- Аустрија – ORF[38]
- Белгија – RTBF, VRT[39][40]
- Бразил– Grupo Globo[41]
- Бугарска – BNT[42]
- Канада – CBC/Radio-Canada[43]
- Кина – CMG[44]
- Хрватска – HRT[45]
- Чешка – ČT[46]
- Данска– DR, TV 2[47]
- Европа (изузв Русије и Белорусије) – EBU, Warner Bros. Discovery[48]
- Естонија – ERR[49]
- Финска – Yle[50]
- Француска – France Télévisions[51]
- Немачка – ARD, ZDF[52]
- Грчка – ERT[53]
- Мађарска – MTVA[54]
- Исланд – RÚV[55]
- Ирскка– RTÉ[56]
- Израел – Sports Channel[57]
- Италија – RAI[58]
- Јапан – Japan Consortium[59]
- Косово* – RTK[60]
- Летонија – LTV[61]
- Литванија – LRT[62]
- Макао – TDM[63]
- Црна Гора – RTCG[64]
- Низоземска – NOS[65]
- СвернаКореја – JTBC[66]
- Норвешка – NRK[67]
- Пољска – TVP[68]
- Словачка – RTVS[69]
- Словенија – RTV[70]
- Јужна Кореја – JTBC[66]
- Шпанија– RTVE[71]
- Шведска – SVT[72]
- Швајцарска – SRG SSR[73]
- Украјина– Suspilne[74]
- Уједињено Краљество – BBC[75]
- САД – NBCUniversal[76]

Дана 16. јануара 2023. МОК је објавио да је обновио свој европски уговор о правима на емитовање са Warner Bros. Discovery Sports који ће трајати од 2026. до 2032. године. Уговор покрива права на плаћену телевизију и стримовање летњих, зимских и олимпијских игара младих на Еуроспорту и Дисцовери+ на 49 европских територија. За разлику од претходног уговора у којем је Discovery, Inc. био одговоран за њихово подлиценцирање емитерима у свакој земљи, пакети права на бесплатно емитовање су истовремено додељени Европској радиодифузној унији и њеним чланицама да покривају најмање 100 сати сваке Зимске олимпијске игре. У Италији, домаћа права се баве државним јавним емитером RAI и италијанским одељењем ВБД-а.
У Сједињеним Државама, NBC ће поново преносити догађај у оквиру свог уговора од 7,75 милијарди долара за емитовање ОИ до 2032. Према новим споразумима Националне фудбалске лиге о медијским правима који почињу 2023. године, NBC ће такође служити као емитер Супербола (који се сада ротира међу све четири главне комерцијалне ФТА мреже Сједињених Америчких Држава) током зимских олимпијских година које јесени по уговору.